# Pseudosymblepharis perlongifolia
Pseudosymblepharis perlongifolia là một loài Rêu trong họ Pottiaceae. Loài này được (J. Froehl.) R.H. Zander miêu tả khoa học đầu tiên năm 1993.